# Robbedoes en Kwabbernoot
Robbedoes en Kwabbernoot (Frans: Spirou et Fantasio) is een Belgische stripreeks rondom de twee gelijknamige hoofdpersonen, Robbedoes en Piet Kwabbernoot. De reeks werd gecreëerd door de Franse tekenaar Robert Velter (Rob-Vel) en later overgedragen aan respectievelijk Jijé (hij voegde Kwabbernoot toe) en André Franquin, onder wie de reeks pas echt succesvol werd.
Robbedoes en Kwabbernoot zijn twee reporters die met hun eekhoorn Spip allerlei avonturen beleven, waarbij ze veelal de strijd aanbinden met misdadigers. Ze zijn bevriend met de graaf van Rommelgem, een uitvinder. Ook krijgen ze in veel avonturen hulp van de marsupilami, een geel-zwart beestje dat uit het regenwoud komt. Veel verhalen uit de serie spelen zich geheel of gedeeltelijk af in de fictieve plaats Rommelgem.
In Nederland verscheen de strip in het stripweekblad Fix & Fox en de opvolger daarvan, TV2000. In die bladen had de strip de naam Pit en Piccolo. De marsupilami, die in de stripalbums naamloos is, heet hier Krokomootje.

## Geschiedenis

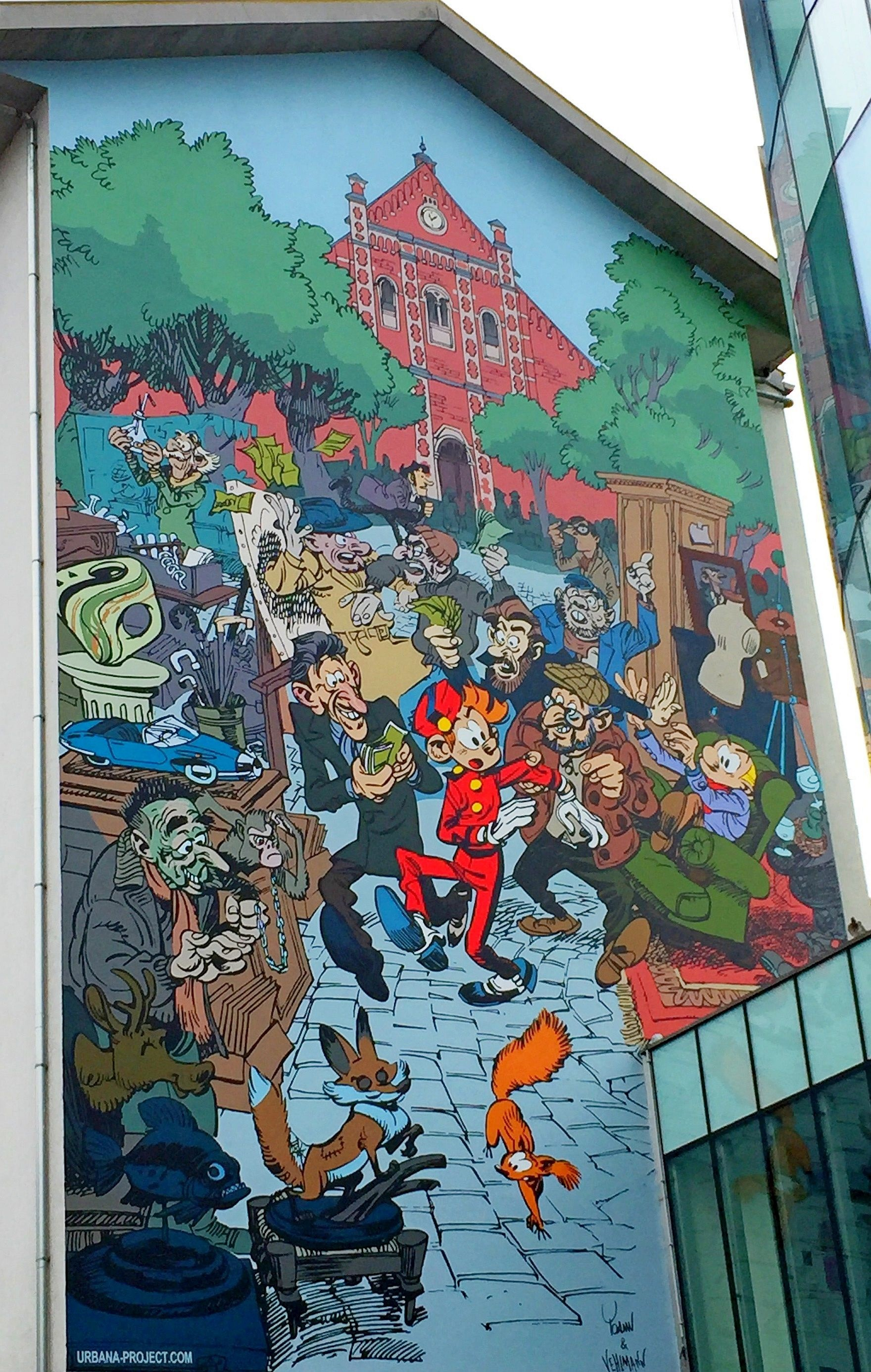
Stripmuur in Brussel.

Het figuurtje Robbedoes werd ontwikkeld door Robert Velter en diende aanvankelijk om het stripweekblad Spirou-Robbedoes een gezicht te geven, zodat het blad een levendige persoonlijkheid zou krijgen voor de jonge lezertjes. De allereerste aflevering verscheen op 21 april 1938 in het stripweekblad.
Oorspronkelijk was Robbedoes een piccolo. Die job kon door jongens worden uitgevoerd, waardoor de identificatie van het beoogde jonge lezerspubliek met het personage gemakkelijker moest worden. Robbedoes beoefende de job echter niet lang, maar hield er wel het rode kostuum met goudkleurige knopen aan over. Velter gaf Robbedoes de eekhoorn Spip als metgezel.
Velters vrouw tekende de strip tijdens de eerste maanden van de Tweede Wereldoorlog. Rob-Vel was in deze tijd namelijk opgeroepen voor het Franse leger. Tijdens de oorlog maakte ook Jijé al even een verhaal over Robbedoes.
In 1943 besloot Rob-Vel afstand te doen van zijn personage, omdat het door de Tweede Wereldoorlog moeilijk werd telkens platen te versturen tussen Frankrijk en België. Jijé introduceerde Kwabbernoot, een personage bedacht door toenmalig hoofdredacteur Jean Doisy. Doisy had Kwabbernoot bedacht voor een poppentheater dat Robbedoes in de aandacht moest houden tijdens het publicatieverbod van het weekblad tijdens de oorlog. Sindsdien heet de stripreeks Robbedoes en Kwabbernoot. 
In 1947 nam Franquin de strip over, na door Jijé al een paar keer te hebben mogen proberen. Hij introduceerde massa's bekende figuren, waaronder de Marsupilami, de graaf van Rommelgem, de journaliste IJzerlijm, Kwabbernoots neef Wiebeling en de schurk Zwendel. Toen het voor Franquin te zwaar werd om de stripreeks te produceren naast zijn andere werk, werkte hij samen met Jean Roba. Franquin maakte ook dankbaar gebruik van scenarioschrijver Greg, die daar ook erkenning voor kreeg, toen uitzonderlijk.
In Franquins andere reeks Guust (die draait om Guust Flater) dook Robbedoes ook af en toe op, maar het was vooral Kwabbernoot die met Guust te maken had. De zelfzekere avonturier Robbedoes paste minder als slachtoffer van Guust dan de meer klungelende Kwabbernoot. Door het contrast met Guust werd de rol van Kwabbernoot in Robbedoes en Kwabbernoot gaandeweg wat serieuzer.
In 1968 besloot Franquin dat hij meer tijd wilde maken voor personages die hij zelf had gecreëerd, zoals Guust Flater. Jean-Claude Fournier nam de strip over. Fournier introduceerde de internationale schurkenbende De Driehoek, maar had wat moeite met vernieuwen. Hij moest dan ook de grote erfenis van Franquin overnemen. Van de figuren geïntroduceerd door Fournier bleef geen enkele over in de latere albums.
Eind jaren zeventig werd Fournier bedankt voor bewezen diensten. Nic Broca en Dupuis' huisscenarist Raoul Cauvin namen de reeks over. Het duo kreeg de opdracht Robbedoes en Kwabbernoot met een schone lei te beginnen: alleen Robbedoes, Kwabbernoot, Spip en de inwoners van Rommelgem mochten worden overgenomen. Nic Broca tekende slechts drie albums. Hij maakte er meer een kinderstrip van, terwijl het sinds Jijé ook graag werd gelezen door tieners.

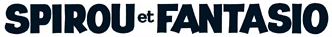
Logo in het Frans ten tijde van auteurs Tome en Janry

Tussendoor maakte ook Yves Chaland een verhaal dat zich afspeelt in de jaren van de Robbedoes en Kwabbernoot van Jijé en de beginnende Franquin. Daarnaast kwamen het duo Tome en Janry op de proppen met hun eigen versie, die verdergaat op het werk van Fournier en Franquin, met een stijl die hard aanleunt tegen die van Franquin in de jaren vijftig. De uitgever vond dat de held van het blad meer aan bod moest komen, dus waren meer tekenaars nodig. Deze beslissing werd al snel teruggeroepen omdat er werd gemeend dat de lezers met al die verschillende tekenaars de reeks niet meer zouden kunnen volgen. Tome en Janry werden vanaf dan de enige auteurs.
Tome en Janry hebben sinds Franquin de meeste indruk nagelaten. Zij slaagden erin de reeks weer bijdetijds te maken. Ze zochten zelfs hun inspiratie in de kindertijd van Robbedoes in de reeks De Kleine Robbe, die soms terugkeert naar de vroegste peutertijd. In hun laatste Robbedoes-album (Als in een droom, nr. 46) werd de tekenstijl wat aangepast. Een volgend verhaal van hun hand (Zwendel in Cuba) bleef onafgewerkt. Ze stopten met de reeks en concentreerden zich op De Kleine Robbe, een spin-off die ondertussen een groter verkoopsucces was geworden dan de eigenlijke reeks. Nadat Tome en Janry met Robbedoes en Kwabbernoot waren gestopt, verschenen een tijdlang geen nieuwe verhalen.
Sinds 2004 namen Jean-David Morvan en José Luis Munuera respectievelijk de scenario's en de tekeningen voor hun rekening, en losten daarmee Tome en Janry af. Uit hun eerste Robbedoesalbum (nr. 47, Parijs onder de Seine) blijkt dat de twee hun held de 21ste eeuw wilden binnen loodsen. Dit deden ze door inspirerende, en groots opgezette scenario's die door Munuera opgetekend werden in kleurrijke, gedetailleerde en bijzonder levendige platen, met een Manga-inslag. In hun derde album, Robbedoes en Kwabbernoot in Tokio (nr. 49) wordt de Manga-inspiratie nog duidelijker. Hun laatste album, Terug naar Z (nr. 50), volgt de tekenstijl, maar biedt tegelijkertijd een reis door het verleden van Robbedoes. Nog voor het verschijnen van dit album werd al duidelijk dat ook dit duo wegens tegenvallende verkoopcijfers vervangen zou worden. Hun opvolgers werden tekenaar Yoann Chivard (Yoann) en scenarioschrijver Fabien Vehlmann, die in 2006 al een album maakten in de one-shotreeks Een verhaal van Robbedoes en Kwabbernoot door .... Zijn maakten tussen 2010 en 2016 vijf albums in de hoofdreeks, maar slaagden er ook niet in om de reeks weer tot een groot succes te maken. Ze probeerden daarna een hedendaagsere versie van de reeks te maken onder de noemer Supergroom, waardoor de hoofdreeks een tijdlang stil lag.
In 2021 werd de hoofdreeks toevertrouwd aan een Frans trio: Olivier Schwartz voor de tekeningen en Sophie Guerrive en Benjamin Abitan voor de scenario's. Schwartz tekende voor Een verhaal van Robbedoes en Kwabbernoot door ... al eerder drie verhalen rond de piccolo.

## Personages

### Hoofdpersonages

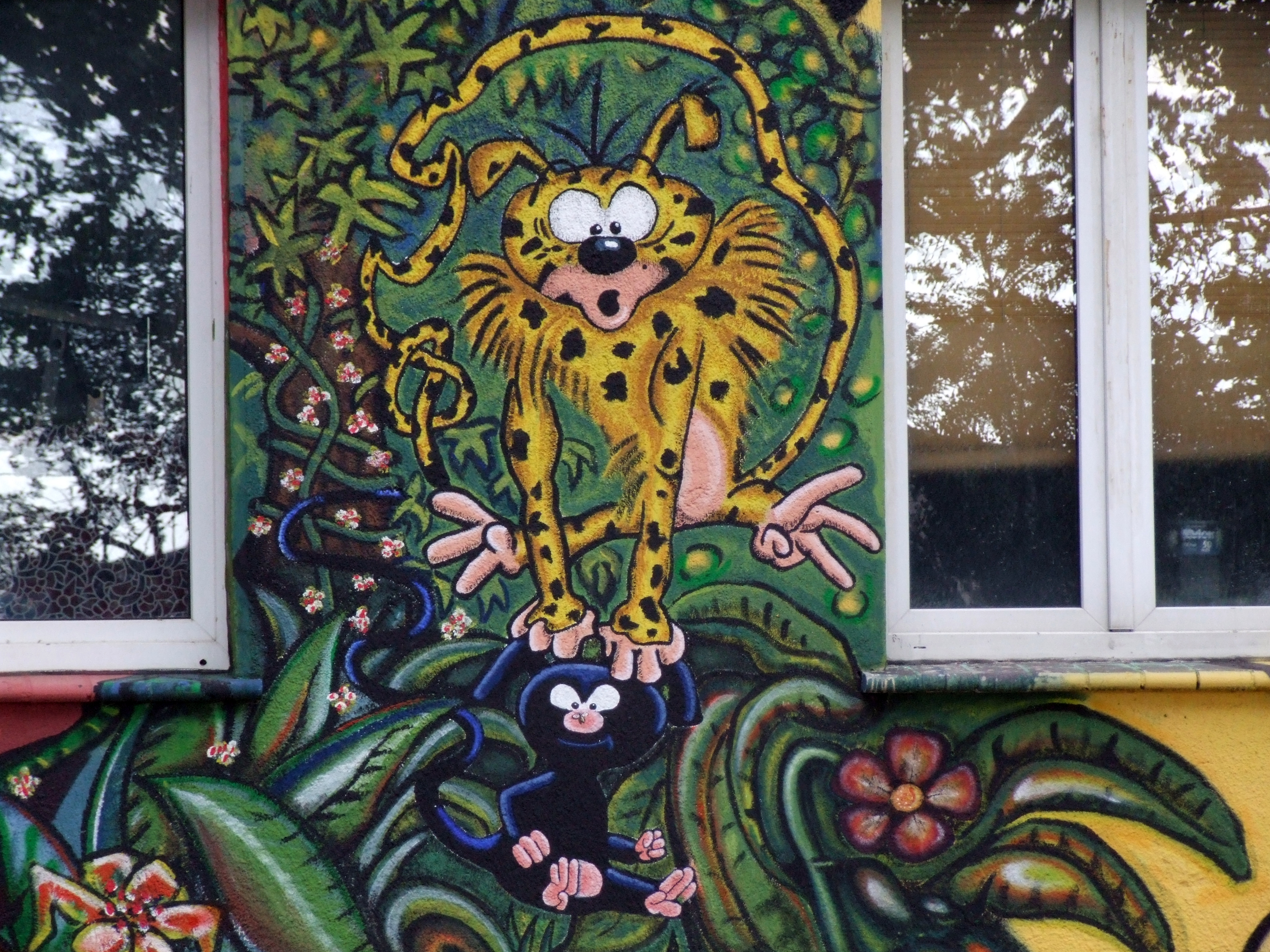
Muurschildering van de Marsupilami, in Düsseldorf.

RobbedoesEen actieve jongeman die ooit als piccolo werkte, en tegenwoordig als journalist. Het piccolopak bleef hij nog enige tijd dragen. Tome en Janry lieten bij hun intrede dit pak achterwege en Robbedoes droeg vanaf Virus (nr.33) een gewone rode jas. De broek en het kenmerkend hoedje bleven echter wel. Robbedoes is slim, inventief en erg serieus. Hij is ook een verstokte vrijgezel.
KwabbernootDe onafscheidelijke metgezel van Robbedoes. Ze wonen samen met de eekhoorn Spip. Kwabbernoot is wat ouder en voorzichtiger, maar tegelijk veel onhandiger en opvliegender dan Robbedoes. Dat zorgt soms voor problemen.
SpipEen eekhoorn die het vaste huisdier is van Robbedoes. Tijdens de verhalen leidt hij min of meer een eigen leventje. Hij zorgt vaak voor komische voetnootjes en is soms de reddende engel. In de vroegere verhalen deed hij vaak heel stoer, in latere verhalen komt hij wat banger over. Als zijn vrienden echter bedreigd worden, bijt hij moedig van zich af.
De MarsupilamiEen zeldzaam dier uit de oerwouden van Palombië. Hij heeft een gele vacht met zwarte vlekken en een extreem lange staart die hij kan gebruiken om dingen mee vast te pakken of klappen mee uit te delen. Intelligent, speels en vriendelijk, heeft kenmerken van een amfibie, eet o.a. piranha's en mieren, kan buikspreken en heeft vast nog veel niet ontdekte talenten. Als hij kwaad wordt, kan hij iedere tegenstander aan. Bedacht door Franquin (De erfgenamen, nr.4), die ook het alleenrecht op Marsupilami opeiste. Toen Fournier de reeks overnam, tekende Franquin voor hem nog enkele malen de Marsupilami. De Marsupilami kreeg later zijn eigen stripserie. Franquins erfgenamen stonden toe dat hij eenmalig terugkwam in het 55ste album van Robbedoes en Kwabbernoot, waarin wordt uitgelegd waarom het dier een hele lange tijd niet meer in de strips voorkwam.

### Vaak terugkerende nevenpersonages

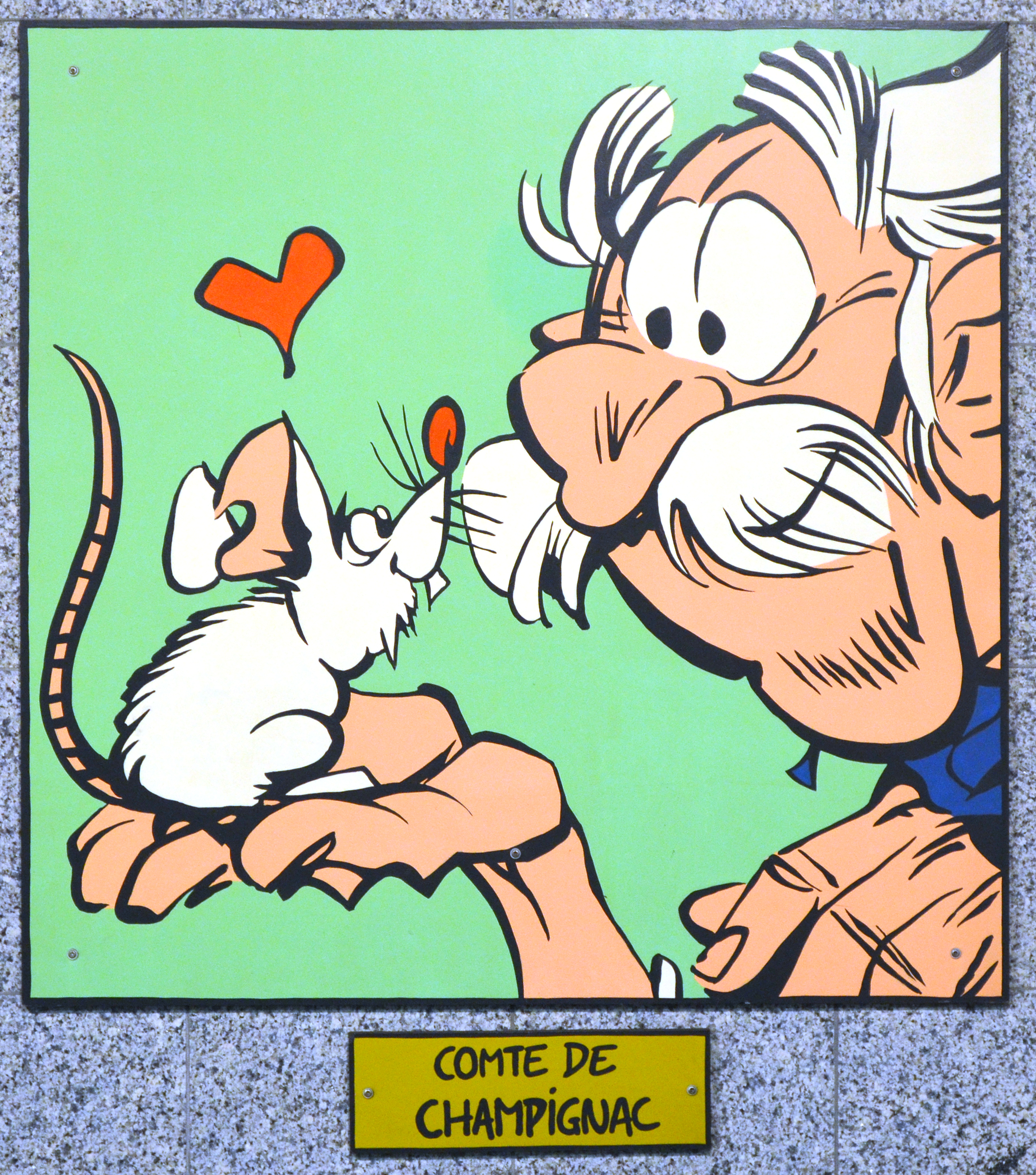
Afbeelding van de graaf van Rommelgem in het Janson metrostation (Charleroi)

De graaf van Rommelgembedacht door Franquin. Hij is een briljante wetenschapper die in zijn kasteel in het dorpje Rommelgem woont. Hij staat vooral bekend om zijn passie voor paddenstoelen. Het tweetal is goed bevriend met de graaf en is vaak betrokken bij zijn experimenten. Vaak zijn de uitvindingen van de graaf van bijzonder nut bij de problemen die Robbedoes en Kwabbernoot moeten overwinnen, al zorgen de experimenten ook vaak voor onrust in het dorp. Zijn volledige naam is Pancratius Edelhart Ladislas Philippus graaf van Rommelgem.
IJzerlijmeen jonge blonde journaliste die het tweetal weleens tegenkomt in hun werk. Vaak weet ze de primeurs van Kwabbernoot af te snoepen. In het laatste album van Tome & Janry (Als in een droom, nr.46) wordt haar personage verder uitgediept als goede vriendin van Robbedoes. Hoewel ze in eerdere verhalen Jessica wordt genoemd, blijkt haar echte voornaam hier Sofie te zijn; IJzerlijm is slechts een bijnaam die ze niet graag hoort. In latere verhalen gebruikt ze echter toch weer de naam IJzerlijm.
Zwendelbedacht door Franquin. Hij is eveneens een briljante geleerde, die er een eigen ideale wereld op nahoudt met beroemde steden als Zwendelburg, Bad Zwendel en Zwendeldam. Hij ontvoerde mannen en vormde ze om tot willoze slaven die in hightechbases wonen. Hij trachtte eerst de wereld te veroveren met zijn zwendelstraal, hetgeen voorkomen werd door de graaf. Later bekeerde hij zich tot het 'goede', maar dat weerhield Wiebeling er niet van hem te gebruiken middels misleiding.
Wiebelingbedacht door Franquin (Robbedoes en de erfgenamen), en verder ingezet door zowel Fournier als Tome & Janry. Hij is de neef van Kwabbernoot, die de twee hoofdpersonen vaak het leven zuur.
Itoh Katageïntroduceerd door Fournier. Hij is een Japanse wetenschapper met specialiteit in paddenstoelen. Hij werkt vaak samen met de graaf van Rommelgem.
Burgemeester van Rommelgembekijkt met argusogen wat er op het landgoed van de graaf gebeurt. Hij geeft vaak lange redevoeringen waarin hij allerlei uitdrukkingen door elkaar draait.
Ororeaalleen aanwezig in de episodes van Fournier. Ze is een vriendin van het duo, die ze ontmoeten in een avontuur aan de andere kant van de wereld. De inboorlingendochter blijkt echter ook in Europa te werken. Kwabbernoot kan zijn verliefdheid voor haar dan maar moeilijk onderdrukken.
De Driehoekalleen aanwezig in de episodes van Fournier. Het is een criminele organisatie die projecten heeft waarbij Robbedoes en Kwabbernoot vaak betrokken raken. De Driehoek is geïnspireerd door SPECTRE uit de James Bondfilms. De Driehoek heeft een duistere leider (die later onthuld wordt) en een hiërarchie met nummers.
Miss Flannereen jeugdvriendin van zowel de graaf als Zwendel. Zij is een excentrieke, buitensporig rijke en geniale vrouw, die niet lang meer te leven heeft. Ze stelt haar eigen smaak boven die van andere.

## Albums

### Reguliere reeks

#### Door Franquin
1. 4 avonturen van Robbedoes (... en Kwabbernoot) (1950/1966)
2. Er is een tovenaar in Rommelgem (1951)
3. De zwarte hoeden (en 3 verdere avonturen van Robbedoes en Kwabbernoot) (1952)
4. Robbedoes en de erfgenamen (1953)
5. De roof van de Marsupilami (1954)
6. De hoorn van de neushoorn (1955)
7. De dictator en de padde(n)stoel (1956)
8. Pas op, Kwabbernoot! (1956)
9. Het schuilhol van het zeemonster (1956)
10. Het masker der stilte (1958)
11. De gorilla heeft het gedaan (1959)
12. Het nest van de Marsupilami's (1960)

#### Franquin (tekeningen), Jidehem (decors), Greg (scenario)
1. De bezoeker uit de oertijd (1960)
2. De gevangene van Boeddha (1961)
3. "Z" van Zwendel (1961)
4. De schaduw van "Z" (1962)
5. Robbedoes en de bobbelmannen (1965)
6. QRN op Bretzelburg (1966)
7. Hommeles in Rommelgem (1969)

#### DoorFournier
1. De Goudmaker (1970)
2. Klontjes voor Doebie (1971)
3. Het fopklooster (1972)
4. Tora-Torapa (1973)

#### Franquin (tekeningen), Jidehem (decors), Greg (scenario)
1. Tembo Taboe (en nog andere fratsen van de Marsupilami) (1974)

#### DoorFournier
1. De amulet van Niokolo-Koba (1974)
2. Cider voor de sterren (1975)
3. De doodsman (1977)
4. Kodo, de tiran (1979)
5. Geld, smiechten en smokkel (1980)

#### DoorNic BrocaenCauvin
1. De koudegordel (1983)
2. De zwarte doos (1983)
3. De stiltemakers (1984)

#### DoorTomeenJanry
1. Virus (1984)
2. Avontuur in Australië (1985)
3. Malle Marilyn (1985)
4. De komeet van de tijd (1986)
5. De terugkeer van Z (1986)
6. De jeugd van Robbedoes (1987)
7. Robbedoes in New York (1987)
8. Paniek in Khoudistan (1988)
9. De vallei der bannelingen (1989)
10. Robbedoes in Moskou (1990)
11. Vito Fiasco (1991)
12. De zwarte straal (1993)
13. Luna fatale (1995)
14. Als in een droom (1998)

#### DoorMorvanenMunuera
1. Parijs onder de Seine (2004)
2. De man die niet wil sterven (2005)
3. Robbedoes en Kwabbernoot in Tokio (2006)

#### DoorMorvan,YannenMunuera
1. Terug naar Z (2008)

#### DoorYoannenVehlmann
1. Alarm! Zwendeltuig! (2010)
2. De schaduwzijde van Z (2011)
3. Vip, viper, vipst (2013)
4. Een piccolo in Sniper Alley (2015)
5. De Marsupilami is woest (2016)

#### DoorSchwartz,GuerriveenAbitan
1. De dood van Robbedoes (2022)
2. Het geheugen van de toekomst (2024)

### Andere reeksen

#### Buiten reeks
Uitgever Dupuis startte in 1976 een reeks jeugdzonden waarvan de eerste twee albums de eerste verhalen van André Franquin voor de reeks Robbedoes en Kwabbernoot bevatten. De twee albums werden later opnieuw uitgegeven als een eigen buitenreeks van de hoofdreeks. De kaften van de albums werden hiervoor ook licht aangepast. Voor de 65ste verjaardag van Robbedoes werden aan deze reeks twee albums toegevoegd. Deze bevatten niet eerder in albumvorm verschenen werk van alle auteurs van de reeks. De albums verschenen alleen in het Frans. In 2017 werd daar nog een album aan toegevoegd met korte verhalen van Yoann en Vehlmann die niet eerder in album verschenen.
1. De erfenis
2. Radar de robot
3. La Voix sans maître (et 5 autres aventures)
4. Fantasio et le fantôme (et 4 autres aventures)
5. Les Folles Aventures de Spirou (+ Spip Magazine 1 bij de eerste uitgave)

#### Een verhaal van Robbedoes en Kwabbernoot door ...
'Een verhaal van Robbedoes en Kwabbernoot door ...' is een nevenreeks waarin verschillende scenaristen, tekenaars, inkleurders, designers et cetera een eigen creatieve interpretatie van Robbedoes en Kwabbernoot mogen uitwerken. Een aantal van deze tekenaars en/of scenaristen mochten later ook albums maken voor de hoofdreeks.
1. Versteende reuzen (2006), door Yoann en Fabien Vehlmann
2. Het moeras van de tijd (2007), door Frank le Gall
3. Het graf van de Rommelgems (2007), door Fabrice Tarrin en Yann
4. Het dagboek van een fantast (2007), door Emile Bravo
5. Piccolo in veldgroen (2009), door Olivier Schwartz en Yann
6. Paniek op de Atlantische Oceaan (2010), door Fabrice Parme en Lewis Trondheim
7. De luipaardvrouw (2014), door Schwartz en Yann
8. Pas op, Robbedoes! (2015), door Toldac, Mayko en Téhem
9. Kwabbernoot gaat trouwen (2016), door Benoît Feroumont
10. Het licht van Borneo (2016), door Frank Pé en Zidrou
11. De meester van de zwarte hosties (2017), door Schwartz en Yann, deel 2 van De luipaardvrouw (album 7)
12. Tulpen uit Istanboel (2017), door Hanco Kolk
13. Ze noemden hem rooie (2017), door Yves Sente en Laurent Verron
14. Stichting Z (2018), door Denis-Pierre Filippi en Fabrice Lebeault
15. Hoop in bange dagen (deel 1: Een valse start) (2018), door Emile Bravo
16. Hoop in bange dagen (deel 2: De gruwel neemt toe) (2019), door Emile Bravo
17. Robbedoes bij de Sovjets (2020), door Fabrice Tarrin & Fred Neidhardt
18. Pacific Palace (2021), door Christian Durieux
19. Robbedoes in Berlijn (2021), door Flix
20. Hoop in bange dagen (deel 3: Het begin van het einde) (2021), door Emile Bravo
21. Hoop in bange dagen (deel 4: Het einde, maar ook een nieuw begin) (2022), door Emile Bravo
22. Robbedoes en de krankzinnigen (2022), door Jul en Libon
23. Robbedoes en Blue Gorgon (2023), door Yann en Dany

In oktober 2024 werd Robbedoes en Blue Gorgon uit de handel genomen, zowel in het Frans als in het Nederlands. Met name de manier waarop vrouwen en zwarte mensen erin afgebeeld worden, was daartoe de aanleiding. Volgens de uitgever stammen deze voorstellingen "uit een ander tijdperk".

#### Classic
In 2024 begon Dupuis met de nevenreeks Spirou et Fantasio Classique, alleen in het Frans. Deze reeks grijpt inhoudelijk en grafisch terug naar de jaren van André Franquin, in de jaren 1950 en 1960. Een eerste album verscheen in 2024. Een eerder verhaal uit de reeks Robbedoes door …, Robbedoes bij de Sovjets, werd meteen ook in deze reeks opgenomen. In die eerdere reeks werd dat verhaal wel al vertaald.
- De Varkensbaai (2024), door Elric Dufau, Clément Lemoine en Michaël Baril
- Robbedoes bij de Sovjets (2020), door Fabrice Tarrin & Fred Neidhardt

#### Robbedoes special
Robbedoes special is een zijreeks die werd opgestart door tekenaar Charel Cambré en scenarist Marc Legendre, die eerder al hadden samengewerkt voor de Suske en Wiske-spin-off Amoras. Uniek aan deze reeks is dat het een Vlaams project is; de reeks verschijnt ook enkel in het Nederlands. De strips worden wel uitgegeven onder de naam van uitgeverij Dupuis. In tegenstelling tot de verhalen van Robbedoes en Kwabbernoot door ... vormt dit een eigen stripreeks.
Robbedoes special is geen remake van de oorspronkelijke reeks, maar profileert zichzelf als familiestrip. De verhalen bevatten de klassieke personages en spelen zich af in de jaren 60 van de 20e eeuw, een periode die door de auteurs zelf als de gouden jaren van de serie gezien wordt. Franquin, die de reeks in deze periode tekende, heeft een cameo in het eerste album.
Het eerste album, Happy family, verscheen op 31 mei 2017. Er volgden daarna nog twee albums. Er besloten plannen voor nog drie albums, maar de auteurs besloten hier niet mee verder te gaan.
1. Happy family (2017)
2. Het plan van Wiebeling (2017)
3. De wolfman (2018)

Deze drie albums verschenen in een gewone versie en in een hardcoverversie met ex libris en linnen rug. In samenwerking met de Culturele Vereniging Spirit en de gemeente Temse werd van het derde album daarbovenop nog een luxeversie uitgegeven met op de cover de oude Temsebrug. Deze versie bevat de potloodtekeningen van het verhaal en een dossier over Robbedoes, de bewuste cultuurvereniging en Temse als stripgemeente.
Deze zijreeks werd in 2018 gebruikt voor de jaarlijkse stickeractie van Rode Kruis-Vlaanderen. Datzelfde jaar werd er voor de actie Rode Neuzen Dag een speciaal album onder de titel Rode neuzen op de markt gebracht. Presentatrice An Lemmens kreeg daarin een rol.

#### Spin-offs

##### Zwendel
In 2017 startte Munuera, eerder auteur van de hoofdreeks, een spin-offreeks van Robbedoes en Kwabbernoot over het personage Zwendel. Robbedoes en Kwabbernoot zijn hierin afwezig. De vertaling van het eerste album volgde in 2018.
1. De dochter van Z (2018)
2. De leerling-slechterik (2018)
3. Lady Z (2019)

##### Rommelgem
In 2019 startte de reeks Rommelgem, geschreven door het auteursduo Béka en getekend door Etien David. De reeks gaat over de jonge jaren van de graaf van Rommelgem. Robbedoes en Kwabbernoot doen hier niet in mee. Het eerste verhaal speelt zich af ten tijde van de Tweede Wereldoorlog, waarin de graaf Groot-Brittannië en meer in het bijzonder Alan Turing helpt de code van het Enigma-apparaat te kraken.
1. Enigma (2019)
2. Patiënt A (2021)
3. Koolstofatomen en steroïden (2023)

##### Supergroom
In 2020 startte de reeks Supergroom, geschreven door Vehlmann en getekend door Yoann. Zij maken samen ook de hoofdreeks van Robbedoes en Kwabbernoot, die hierdoor tijdelijk gepauzeerd is. In deze reeks verkleedt Robbedoes zich als een superheld.
1. Superheld tegen wil en dank (2020)
2. De olympische oorlog (2021)

##### Mademoiselle J.
Het  one-shot Ze noemden hem rooie in Een verhaal van Robbedoes en Kwabbernoot door ... werd later het eerste deel van de nieuwe reeks Mademoiselle J. Het zijn losse verhalen met hetzelfde hoofdpersonage, die zich steeds in een andere periode afspelen. Het verhaal begint in 1929 en schuift steeds ongeveer tien jaar op. De reeks is bedoeld te eindigen rond 1990. De verhalen worden geschreven door Yves Sente en getekend door Laurent Verron.
1. 1929 – Ze noemden hem rooie (2017)
2. 1938 – Ik zal nooit trouwen (2021)

#### Dossier
Sinds 2012 geeft Dupuis kortere verhalen van Robbedoes en Kwabbernoot van Franquin die verschenen als tweede verhaal in een album uit de reguliere reeks ook apart uit. De albums zijn voorzien van een dossier geschreven door José-Louis Bocquet en Serge Honorez, minder bekende illustraties en originele tekeningen.
- Bravo Brothers (2012)
- Boeven op de kermis (2012)
- De graaf is verstrooid (2013)
- Een rustige vakantie (2014)
- De Super Quick (2014)

#### Integrales
In 2016 startte bij Dupuis een integrale reeks van elf albums met de verhalen van André Franquin, die al diens verhalen uit de reguliere reeks bundelt. Robbedoes en Kwabbernoot door Franquin is een vertaling van een uitgave voor Le Soir uit 2013. Elk album is voorzien van een kort dossier geschreven door het koppel Bertrand en Christelle Pissavy-Yvernault. Naast elkaar vormen de albums op de zijkant de figuur Robbedoes, zoals die ook op de voorkant van al deze albums te zien is. De eerste acht albums bevatten de lange verhalen, de laatste drie de korte.
1. Er is een tovenaar in Rommelgem – Robbedoes en de erfgenamen
2. De roof van de Marsupilami – De hoorn van de neushoorn
3. De dictator en de paddenstoel – Pas op, Kwabbernoot!
4. Het schuilhol van het zeemonster – Het masker der stilte
5. De gorilla heeft het gedaan – Een rustige vakantie – Het nest van de Marsupilami's – Boeven op de kermis
6. De bezoeker uit de oertijd – De gevangene van Boeddha – De graaf is verstrooid
7. Z van Zwendel – De schaduw van Z
8. QRN op Bretzelburg – Hommeles in Rommelgem
9. De tank – Robbedoes en het geprefabriceerde huis – De erfenis – Robbedoes en de plannen van de robot – Radar de robot – Robbedoes, bokser
10. Robbedoes te paard – Robbedoes bij de pygmeeën – De zwarte hoeden – Mysterie aan de grens – De Super Quick – Kwabbernoot en de sifonfles – Kwabbernoot en de telegeleide rolschaatsen – De kreeft – Robbedoes en de bobbelmannen
11. De miniatuurtjes – Tembo taboe – Fratsen van de Marsupilami – De Bravo Brothers – De Marsupilami zet de stad op stelten – Kerstmis van een herrieschopper – Laat de roodborstjes met rust

In 2018 verscheen er een integrale uitgave met daarin de Robbedoesstrips getekend door Rob-Vel. Dit is geen eigen reeks, maar alle verhalen zitten met een dossier in één album. De integrale is een vertaling van de Franse editie uit 2013, die weliswaar deels gebruikmaakt van scans die Stripspeciaalzaak.be kon leveren, die van betere kwaliteit zijn dan de Franse. Op die website verscheen eerder naar aanleiding van het 80-jarige bestaan van het weekblad Spirou/Robbedoes het dossier "80 jaar Robbedoes" met dit materiaal, dat Ballon Media – die de Nederlandse versies van Dupuisalbums uitgeeft – het idee gaf voor de vertaling. De integrale bevat ook 27 gags die nog niet in het Nederlands verschenen. De Nederlandse uitgave Robbedoes verscheen pas enkele weken later na de Franstalige uitgave Robbedoes. Deze 27 gags verschenen dus in de Franstalige uitgave toen er nog geen Nederlandstalige uitgave was. Naast de verhalen die tussen 1938 en 1943 in Spirou/Robbedoes verschenen, bevat de integrale ook een kort verhaal uit 1970 getekend door Rob-Vel op scenario van Raoul Cauvin.
- Robbedoes door Rob-Vel: De integrale 1938-1943

#### De Robbedoesvrienden
In 2023 verscheen het eerste deel uit de triologie De Robbedoesvrienden, dat gemaakt wordt door David Evrard en Jean-David Morvan. De reeks gaat over een aantal kinderen die in de Tweede Wereldoorlog deelnemen aan het verzet. Het is een eerbetoon aan oud-Robbedoes-hoofdredacteur Jean Doisy, zelf een verzetsstrijder. Robbedoes is hierin geen personage; de titel verwijst naar het tijdschrift, waarvan in de beginjaren een club bestond. Het verhaal is gebaseerd op waargebeurde feiten.
1. Een Robbedoesvriend is eerlijk en rechtvaardig (2023)
2. Een Robbedoesvriend heeft karakter. Ja is ja, nee blijft nee! (2025)

#### Andere
- De Robinsons van het spoor, geïllustreerd verhaal, door Franquin, Jidéhem en Yvan Delporte
- IJzeren Harten door Yves Chaland
- Robbedoes en Kwabbernoot door Franquin (1948, facsimile in 2010)
- Robbedoes op avontuur door Jijé (1948, facsimile in 2010)
- QRN op Bretzelburg, luxe-editie met volledig verhaal en dossier
- Let op de foto! door Tome en Janry
- De ongelooflijke burp! door Tome en Janry
- Robbedoes door Chaland door Yves Chaland
- Robbedoes keer op keer door Alec Severin

## Verfilmingen
De stripreeks kent twee afgeleide tekenfilmseries. De eerste serie, getiteld Robbedoes, stamt uit het begin van de jaren 90. De tweede serie kwam uit in 2006. Beide series zijn op Nederland 3 en Ketnet uitgezonden.
Ketnet zond de tweede reeks uit van 5 september 2007 tot en met 30 juni 2016 met de volgende Nederlandse stemmen.
- Robbedoes – Jurjen van Loon
- Kwabbernoot – Robin Rienstra
- Graaf van Rommelgem – Wim van Rooij
- Neef Wiebeling – Hein van Beem
- Zwendel – Sander de Heer
- Jessica – Jannemien Cnossen
- Zaoki – Melise de Winter
- Diversen – Timo Bakker
- Diversen – Pim Veth
- Diversen – Bas Keijzer

De liveactionfilm Les Aventures de Spirou et Fantasio kwam uit in 2018. Het scenario werd bedacht door Juliette Sales en Fabien Suarez, Alexandre Coffre staat in voor de regie. De opnames, in Frankrijk en Marokko, begonnen in januari 2017. Thomas Solivères (Robbedoes), Alex Lutz (Kwabbernoot), Ramzy Bédia (Zwendel), Christian Clavier (de graaf van Rommelgem) en Géraldine Nakache (IJzerlijm) zijn enkele van de acteurs die meespelen.

## In het straatbeeld

### Stripmuren

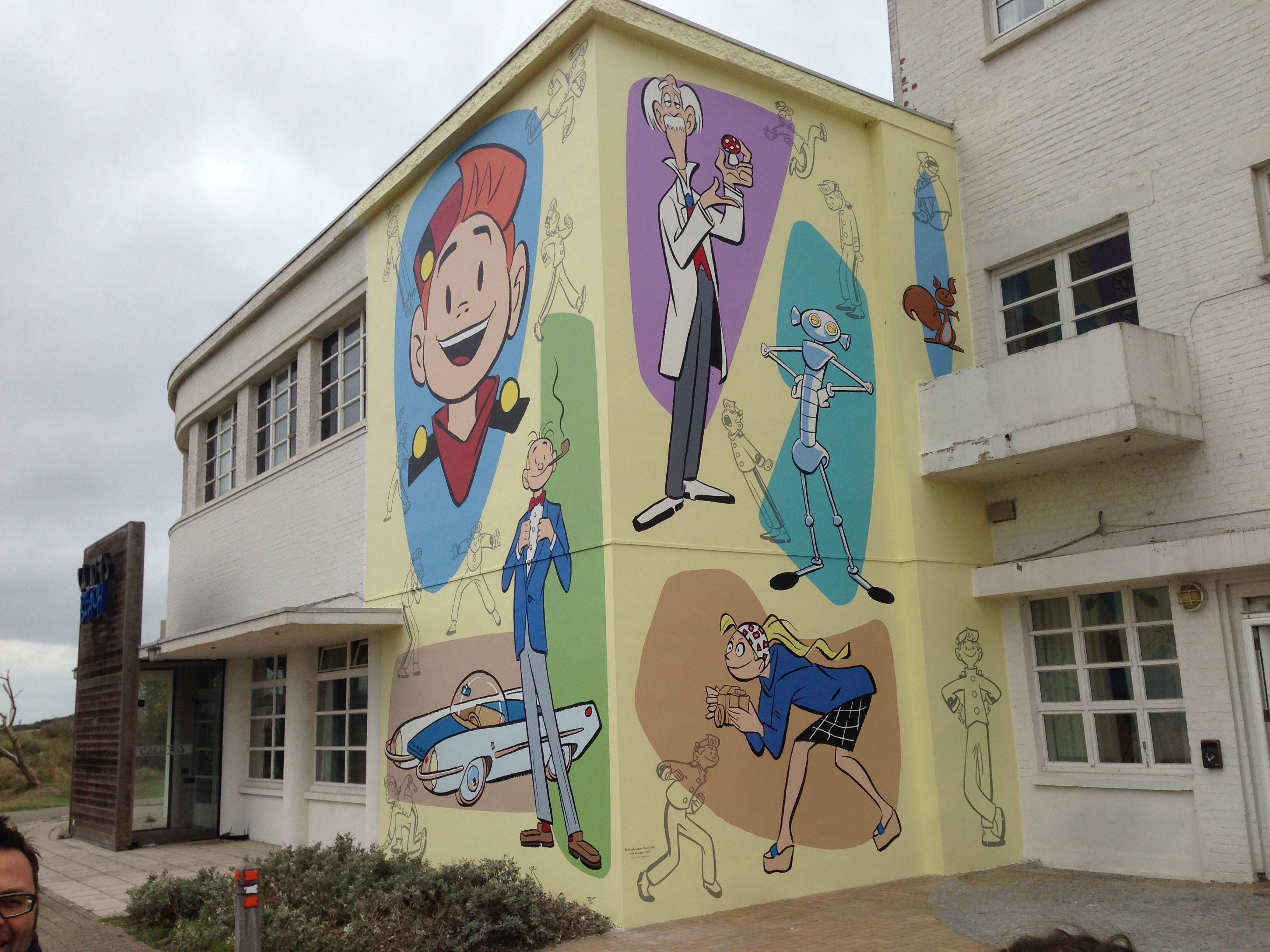
Stripmuur van Robbedoes in Middelkerke-Westende

#### Brussel
In 2014 werd een zogeheten stripmuur in Brussel aan de reeks gewijd. Graffitikunstenaar Urbana (Nicolas Morreel) plaatste de tekening van Yoann op een muur in de Onze-Lieve-Vrouw van Gratiestraat. Enkele auteurs van de reeks – Rob-Vel, Jijé, Franquin, Fournier, Broca, Tome & Janry en Yann – zijn in de tekening verwerkt. Een aapje verwijst naar het aapje van de fontein in de straat. In 2015 werd er een tweede muur aan Robbedoes en Kwabbernoot gewijd. Een tekening van Schwartz & Yann van verhaal Robbedoes en de luipaardvrouw is te zien in de Elsensesteenweg 227A in Elsene.

#### Middelkerke (Westende)
In september 2016 werd een stripmuur gewijd aan Robbedoes en Kwabbernoot onthuld in Middelkerke, dat sinds 1985 een stripfestival heeft. Het is de eerste stripmuur van Middelkerke. De tekening werd door de Nederlandse stripauteur Hanco Kolk ontworpen. Kolk is de tekenaar van een verhaal in de reeks "Een verhaal van Robbedoes en Kwabbernoot door ..." dat in 2017 uitgebracht wordt. Art Mural vzw bracht de tekening met de hand aan op de gevel.

### Standbeelden
Robbedoes en Spip zijn als standbeeld te zien in de reeks in Middelkerke (2004) en nabij het station Charleroi-Centraal (2018). Ook in Charleroi staat op een rondpunt (waar de Boulevard Paul Janson, Boulevard Pierre Mayence en Boulevard Zoé Drion samenkomen) een standbeeld van Robbedoes, Spip en Kwabbernoot (1991).